# Acantholipes namacensis
Acantholipes namacensis là một loài bướm đêm trong họ Erebidae.